# بیست و یک روز بعد
بیست و یک روز بعد فیلمی به کارگردانی سیدمحمدرضا خردمندان، نویسندگی سیدمحمدرضا خردمندان و احسان ثقفی و تهیه‌کنندگی محمدرضا شفاه محصول سازمان توسعه سینمایی سوره تولید شده در پائیز سال ۱۳۹۵ است. مهدی یراحی، خواننده تیتراژ این اثر سینمایی ست.
این فیلم علی‌رغم مورد توجه قرار گرفتن در سی و پنجمین جشنواره فیلم فجر توسط مردم و منتقدان اما از کسب جایزه محروم شد. «بیست و یک روز بعد» اما در سی امین جشنواره فیلم‌های کودکان و نوجوانان اصفهان درخشید و موفق به کسب ۷ پروانه زرین شد.
«بیست و یک روز بعد» از ۱۱ مرداد ماه ۹۶ به سرگروهی پردیس کورش و با استقبال مخاطبان به نمایش عمومی درآمد.

## خلاصه داستان
ملودرامی اجتماعی از زندگی نوجوانی به نام «مرتضی» است که در راه تحقق آرزوی ناکام پدرش، با چالش‌های بسیاری روبه‌رو می‌شود. در خلاصه داستان این فیلم آمده‌است: «همیشه همین‌جوریه! آخرین بار هوا ابر شد. باد گرفت. درختا داشتن از جا کنده می‌شدن. اون‌قدر بارون شدید شد که سیل شهر رو گرفته بود. پرنده‌ها دور و بر لونه‌هاشون جیغ می‌کشیدن. یکی از بچه‌ها قسم می‌خورد خودش دیده خورشید یکی دوبار نورش کم و زیاد شده…».

## بازیگران
| بازیگر        | نقش        |
| ------------- | ---------- |
| ساره بیات     | مادر مرتضی |
| حمیدرضا آذرنگ | داریوش     |
| جلال فاطمی    | تهیه کننده |
| سینا رازانی   | صمد        |
| امیرحسین صدیق | پدر سینا   |
| مهدی قربانی   | مرتضی      |
| حسین شریفی    | مهران      |
| علیرضا استادی | پدر مرتضی  |

## ساخت
«بیست و یک روز بعد» تازه‌ترین محصول حوزه هنری است که در مجموعه باشگاه فیلم سوره زیرمجموعه این نهاد تولید شده‌است. حوزه هنری پس از فیلم سینمایی «مزار شریف» به مدت ۲ سال فیلمی تولید نکرده بود. از سویی این فیلم نخستین فیلم سینمایی مجموعه باشگاه فیلم سوره نیز محسوب می‌شود.
فیلمبرداری «بیست و یک روز بعد» در حاشیه تهران و کرج انجام شده‌است. مهدی قربانی، بازیگر نوجوان سینمای ایران که پیش از این با بازی در فیلم سینمایی «ابد و یک روز» دیده شد، نقش اصلی این فیلم را برعهده دارد. ساره بیات نیز با گریمی متفاوت در نقشی تازه در این فیلم جلوی دوربین رفت. حمیدرضا آذرنگ نیز با گریمی متفاوت، نقش صاحب یک گیم نت به نام «داریوش» را بازی می‌کند. حمیدرضا آذرنگ و ساره بیات پس از فیلم سینمایی «آاادت نمی‌کنیم»، برای دومین بار در این فیلم با یکدیگر همبازی شدند. جلال فاطمی هم در نقش یک تهیه‌کننده سینما در این فیلم حضور دارد.

## حواشی
طبق گزارش روزنامه سینما از میزان فروش و مخاطبان فیلم‌های حوزه هنری، «بیست و یک روز بعد» به پرفروش‌ترین و پرمخاطب‌ترین فیلم این نهاد در ۵ سال اخیر تبدیل شد.
همچنین تولید قطعه موسیقی تیتراژ فیلم سینمایی «بیست و یک روز بعد» توسط مهدی یراحی، به عنوان دومین همکاری این خواننده در یک پروژه سینمایی و بازی در موزیک ویدئوی اختصاصی این فیلم به کارگردانی سپهر وکیلی که با استقبال بسیار مخاطبان مواجه شد و در مدت کوتاهی به پربازدیدترین قطعه این خواننده در اپلیکیشن رادیو جوان تبدیل شد.
این فیلم همچنین به عنوان ۵ فیلم برتر ایرانی برای معرفی به «نودمین دوره مراسم اهدای جایزه فرهنگستان علوم و هنرهای سینمایی (اسکار)» از سوی هیئت معرفی فیلم ایرانی نامزد شده بود.

## جوایز
- جشنواره فیلم فجر

| سال  | جشنواره                      | بخش                           | نامزدی             | نتیجه     | جایزه        |
| ---- | ---------------------------- | ----------------------------- | ------------------ | --------- | ------------ |
| ۱۳۹۵ | سی و پنجمین جشنواره فیلم فجر | بهترین فیلم از نگاه تماشاگران | محمدرضا شفاه       | مساویپنجم | سیمرغ بلورین |
| ۱۳۹۵ | سی و پنجمین جشنواره فیلم فجر | بهترین جلوه‌های ویژه بصری      | محمدرضا نجفی امامی | نامزدشده  | سیمرغ بلورین |
| ۱۳۹۶ | سی و ششمین جشنواره فیلم فجر  | بهترین تیزر و آنونس           | کریم مهرآبادی      | نامزدشده  | سیمرغ بلورین |

- سی اُمین دوره جشنواره فیلم‌های کودکان و نوجوانان اصفهان

| قسمت                                              | نامزد                            | نتیجه    | جایزه                                                        |
| ------------------------------------------------- | -------------------------------- | -------- | ------------------------------------------------------------ |
| بهترین فیلم نوجوان                                | محمدرضا شفاه                     | نامزدشده | پروانه زرین                                                  |
| بهترین فیلم نوجوان از نگاه داوران کودک و نوجوان   | محمدرضا شفاه                     | برنده    | پروانه زرین                                                  |
| بهترین کارگردانی                                  | سید محمدرضا خردمندان             | برنده    | پروانه زرین                                                  |
| بهترین بازیگر نوجوان                              | مهدی قربانی                      | برنده    | پروانه زرین                                                  |
| بهترین بازیگر نوجوان                              | حسین شریفی                       | نامزدشده | پروانه زرین                                                  |
| بهترین بازیگر نوجوان از نگاه داوران کودک و نوجوان | مهدی قربانی                      | برنده    | پروانه زرین                                                  |
| بهترین فیلمنامه                                   | سیدمحمدرضا خردمندان و احسان ثقفی | برنده    | پروانه زرین                                                  |
| فیلم منتخب یونیسف ایران                           | سیدمحمدرضا خردمندان              | برنده    | تندیس یونیسف ایران                                           |
| جایزه ویژه عشقی بزرگ برای جهانیان                 | سیدمحمدرضا خردمندان              | برنده    | لوح ویژه مؤسسه سان یت سِن. ژیبو وِن. لیانگ جونگ لین (کشور چین) |

- چهل و هشتمین جشنواره بین‌المللی فیلم رشد

| قسمت        | نامزد               | نتیجه | جایزه                   |
| ----------- | ------------------- | ----- | ----------------------- |
| بهترین فیلم | سیدمحمدرضا خردمندان | برنده | تندیس سیمین بهترین فیلم |

- دومین دوره جشنواره فیلم سلامت

| قسمت        | نامزد               | نتیجه | جایزه                   |
| ----------- | ------------------- | ----- | ----------------------- |
| بهترین فیلم | سیدمحمدرضا خردمندان | برنده | دیپلم افتخار و لوح زرین |

- چهارمین دوره جشنواره جهانی کینولوب لهستان

| قسمت        | نامزد               | نتیجه | جایزه                  |
| ----------- | ------------------- | ----- | ---------------------- |
| بهترین فیلم | سیدمحمدرضا خردمندان | برنده | جایزه ویژه هیئت داوران |

- یازدهمین دوره جشن انجمن منتقدان سینمای ایران

| قسمت                           | نامزد               | نتیجه    | جایزه      |
| ------------------------------ | ------------------- | -------- | ---------- |
| بهترین خلاقیت و استعداد درخشان | سیدمحمدرضا خردمندان | نامزدشده | جایزه ویژه |

- نخستین دوره جشن آکادمی سینما سینما

| قسمت               | نامزد               | نتیجه    | جایزه               |
| ------------------ | ------------------- | -------- | ------------------- |
| بهترین فیلمساز اول | سیدمحمدرضا خردمندان | نامزدشده | تندیس ویژه مهر گیاه |

- یازدهمین دوره اهدای جوایز آسیا پاسیفیک

| قسمت               | نامزد               | نتیجه    | جایزه      |
| ------------------ | ------------------- | -------- | ---------- |
| بهترین فیلم نوجوان | سیدمحمدرضا خردمندان | نامزدشده | تندیس ویژه |

- بیست‌وپنجمین دوره جشنواره کیندرکینو آلمان

| قسمت        | نامزد               | نتیجه | جایزه    |
| ----------- | ------------------- | ----- | -------- |
| بهترین فیلم | سیدمحمدرضا خردمندان | برنده | لوح زرین |

- نهمین دوره جشنواره بین‌المللی فیلم تامیل نروژ

| قسمت             | نامزد               | نتیجه | جایزه      |
| ---------------- | ------------------- | ----- | ---------- |
| بهترین کارگردانی | سیدمحمدرضا خردمندان | برنده | تندیس ویژه |

- بهترین فیلم از نگاه تماشاگران (چهارم) از جشنواره فیلم فجر